# はちどり (映画)
『はちどり』（原題：벌새、英題：House of Hummingbird）は、2018年に公開された韓国のドラマ映画。キム・ボラの長編映画監督デビュー作。主演はパク・ジフ。第69回ベルリン国際映画祭ジェネレーション14プラス部門インターナショナル審査員賞グランプリ受賞作。日本では2020年6月20日に公開された。

## ストーリー
1994年、韓国・ソウル。14歳のウニ（パク・ジフ）は、両親、姉、兄と集合団地に暮らす中学生。学校に馴染めず、別の学校に通う唯一の友達で親友のジスクと遊んだり、男子学生のジワンや後輩女子でウニに想いを寄せるユリとデートをしたりして日々を過ごしている。小さな餅屋を切り盛りしている両親は、子どもたちの心の動きに向き合う余裕がない。父は長男である兄のデフンを名門のソウル大学に入学させたい一心で期待を寄せるが、デフンは勉強のストレスやプレッシャーをウニへの暴力で発散している。姉のスヒは自己評価の低さから逃げるように恋人と遊び惚けており、その尻拭いはいつもウニがしている。ウニはジスクに家庭内の事を相談しても「私の家もそうだよ」と取り合ってもらえない。自分に無関心な大人やままならない交友関係に、孤独な思いを募らせるウニ。
ある日、ウニが通う漢文塾に女性教師のヨンジ（キム・セビョク）がやってくる。飄々として落ち着いているが自分の話に耳を傾けてくれる大人のヨンジに、ウニは憧れ、心を開いていく。ヨンジは、ストレスから出来た耳裏のしこりの手術で入院中のウニの見舞いに訪れ、日常的に兄に殴られている事を告白したウニに「誰かに殴られたら黙っていてはダメ」と静かだが力強く励ます。
ある朝、聖水大橋崩落の知らせが入る。それは、いつもウニの姉が乗るバスが橋を通過する時間帯だった。ほどなくして、ウニのもとにヨンジから一通の手紙と小包が届く。

## キャスト
- パク・ジフ：キム・ウニ
- キム・セビョク（朝鮮語版）：キム・ヨンジ
- チョン・インギ（朝鮮語版）：ウニの父親
- イ・スンヨン（朝鮮語版）：ウニの母親
- パク・スヨン：キム・スヒ（ウニの姉）
- ソン・サンヨン：キム・デフン（ウニの兄）
- パク・ソユン：チョン・ジスク（ウニの親友）
- チョン・ユンソ：キム・ジワン（ウニのボーイフレンド）
- ソル・ヘイン：ペ・ユリ（ウニの後輩）
- ヒョン・ヨンソン：ウニの叔父
- キル・ヘヨン（朝鮮語版）：ヨンジの母親
- パク・ユニ：担任の教師
- ソン・ヨンボム：ジュンテ
- アン・ジンヒョン：ミンジ
- キム・ジョング（朝鮮語版）：セソウル医院の医師
- キム・ミヒャン：漢文塾の塾長
- イ・ジョンユン（朝鮮語版）：文房具店の店主
- イ・ソンジュ：ジワンの母親
- チョン・ギョンソプ：サムソン医療院の医師
- パク・チャンヨ：コ・ドゥリ

## スタッフ
- 監督・脚本：キム・ボラ
- 制作：キム・ボラ、チョ・スア
- 撮影：カン・グクヒョン
- 音楽：マティア・スタニーシャ
- サウンドデザイン：ハン・ミョンファン
- 美術：キム・グナ
- 編集：チョ・スア
- 製作会社：エピファニーフィルム、メスオーナメント
- 配給（韓国）：アット9フィルム（朝鮮語版）

## 製作・公開
脚本は2013年に執筆が始まり、監督のキム・ボラが、ニューヨークで映画を学んでいる最中にもう一度中学時代をやり直すという悪夢を見たことが元になっている。
撮影は2017年9月11日から同年10月22日までの42日間、計32回行われた。主人公のウニが住んでいる家は、ソウル特別市の大峙洞にあるアパートを1か月かけて1994年当時の世相に合うように再構築したセットである。
2018年10月6日に第23回釜山国際映画祭にて初公開された。翌2019年8月29日、映画製作・配給会社アット9フィルムを通じて大韓民国の145か所のスクリーンで封切り。2019年9月14日には、シンガポールのインディペンデント映画配給会社アンティシペイトピクチャーズを通じて制限的上映形態で封切りした。
日本では2020年3月15日に第15回大阪アジアン映画祭にて初公開された。同年4月25日に劇場公開だったが、新型コロナウイルス感染防止対策のため、6月20日に延期された。

## 受賞・ノミネート
| 賞                                             | 部門                                                                  | 対象                   | 結果       |
| ---------------------------------------------- | --------------------------------------------------------------------- | ---------------------- | ---------- |
| 第23回釜山国際映画祭                           | KNN観客賞                                                             | 『はちどり』           | 受賞       |
| 第23回釜山国際映画祭                           | NETPAC賞                                                              | 『はちどり』           | 受賞       |
| 第44回ソウルインディペンデント映画祭           | 最優秀作品賞（ニューチョイス部門）                                    | キム・ボラ             | 受賞       |
| 第44回ソウルインディペンデント映画祭           | 執行委員会特別賞                                                      | キム・セビョク         | 受賞       |
| 第25回アテネ国際映画祭                         | 最優秀作品賞                                                          | 『はちどり』           | ノミネート |
| 第25回アテネ国際映画祭                         | 最優秀脚本賞                                                          | キム・ボラ             | 受賞       |
| 第11回オースティン・アジアン・アメリカン映画祭 | 審査員作品賞                                                          | 『はちどり』           | 受賞       |
| 第9回北京国際映画祭                            | スペシャルメンション賞 （新人長編部門）                               | キム・ボラ             | 受賞       |
| 第9回北京国際映画祭                            | ベスト・ニューフィルム賞                                              | 『はちどり』           | ノミネート |
| 第20回ベルゲン国際映画祭                       | 大賞                                                                  | キム・ボラ             | 受賞       |
| 第69回ベルリン国際映画祭                       | インターナショナル審査員賞グランプリ （ジェネレーション14プラス部門） | 『はちどり』           | 受賞       |
| 第69回ベルリン国際映画祭                       | クリスタルベア賞 （ジェネレーション14プラス部門）                     | 『はちどり』           | ノミネート |
| 第69回ベルリン国際映画祭                       | テディ賞                                                              | 『はちどり』           | ノミネート |
| バレンシア国際映画祭                           | 音楽賞                                                                | マティア・スタニーシャ | 受賞       |
| ハートランド映画祭                             | 最優秀作品賞                                                          | 『はちどり』           | 受賞       |
| 第16回香港アジア映画祭                         | ニュータレント賞                                                      | キム・ボラ             | 受賞       |
| 第38回イスタンブール国際映画祭                 | ゴールデン・チューリップ賞                                            | 『はちどり』           | 受賞       |
| 第36回エルサレム映画祭                         | FIPRESCI賞                                                            | 『はちどり』           | 受賞       |
| 第63回BFIロンドン映画祭                        | サザーランド賞                                                        | 『はちどり』           | ノミネート |
| 第48回モロディスト国際映画祭                   | 作品賞                                                                | 『はちどり』           | 受賞       |
| 第48回モロディスト国際映画祭                   | FIPRESCI賞                                                            | 『はちどり』           | 受賞       |
| 第45回シアトル国際映画祭                       | 審査員大賞                                                            | 『はちどり』           | 受賞       |
| 第21回台北映画祭                               | 最優秀審査員賞                                                        | キム・ボラ             | 受賞       |
| 第21回台北映画祭                               | 大賞                                                                  | キム・ボラ             | ノミネート |
| Transatlantyk映画祭                            | ニューシネマ部門                                                      | キム・ボラ             | ノミネート |
| 第18回トライベッカ映画祭                       | 最優秀国際長編映画賞                                                  | 『はちどり』           | 受賞       |
| 第18回トライベッカ映画祭                       | 最優秀主演女優賞                                                      | パク・ジフ             | 受賞       |
| 第18回トライベッカ映画祭                       | 撮影賞                                                                | カン・グクヒョン       | 受賞       |
| 第3回マレーシア国際映画祭                      | 監督賞                                                                | キム・ボラ             | 受賞       |
| 第3回マレーシア国際映画祭                      | 助演女優賞                                                            | キム・セビョク         | 受賞       |
| 第3回マレーシア国際映画祭                      | 撮影賞                                                                | カン・グクヒョン       | 受賞       |
| 第35回ロサンゼルスアジア太平洋映画祭           | 審査員大賞                                                            | 『はちどり』           | 受賞       |
| 第40回青龍映画賞                               | 作品賞                                                                | 『はちどり』           | ノミネート |
| 第40回青龍映画賞                               | 助演女優賞                                                            | キム・セビョク         | ノミネート |
| 第40回青龍映画賞                               | 新人女優賞                                                            | パク・ジホ             | ノミネート |
| 第40回青龍映画賞                               | 新人監督賞                                                            | キム・ボラ             | ノミネート |
| 第40回青龍映画賞                               | 脚本賞                                                                | キム・ボラ             | 受賞       |
| アジア太平洋映画賞                             | 女優賞                                                                | パク・ジフ             | ノミネート |
| 韓国映画批評家協会賞                           | 助演女優賞                                                            | キム・セビョク         | 受賞       |
| 韓国映画批評家協会賞                           | 新人監督賞                                                            | キム・ボラ             | 受賞       |
| 韓国映画批評家協会賞                           | FIPRESCIアワード                                                      | キム・ボラ             | 受賞       |
| 韓国映画批評家協会賞                           | 新人女優賞                                                            | パク・ジフ             | 受賞       |
| 韓国映画批評家協会賞                           | 10大映画賞                                                            | 『はちどり』           | 受賞       |
| 第19回ディレクターズ・カット・アワード         | 今年の作品賞                                                          | 『はちどり』           | 受賞       |
| 第19回ディレクターズ・カット・アワード         | 今年の監督賞                                                          | キム・ボラ             | ノミネート |
| 第19回ディレクターズ・カット・アワード         | 新人監督賞                                                            | キム・ボラ             | 受賞       |
| 第19回ディレクターズ・カット・アワード         | 今年の視点賞                                                          | キム・ボラ             | 受賞       |
| 第19回ディレクターズ・カット・アワード         | 今年の脚本賞                                                          | キム・ボラ             | ノミネート |
| 第19回ディレクターズ・カット・アワード         | 今年の女優賞                                                          | パク・ジフ             | ノミネート |
| 第19回ディレクターズ・カット・アワード         | 新人女優賞                                                            | パク・ジフ             | 受賞       |
| 釜山映画評論家協会賞                           | 撮影賞                                                                | カン・グクヒョン       | 受賞       |
| 第20回今年の女性映画人賞                       | 監督賞                                                                | キム・ボラ             | 受賞       |
| 第6回韓国映画制作家協会賞                      | 作品賞                                                                | 『はちどり』           | 受賞       |
| 第27回大韓民国大衆文化芸能大賞                 | 作品賞                                                                | 『はちどり』           | 受賞       |
| 第56回大鐘賞                                   | 作品賞                                                                | 『はちどり』           | 未決定     |
| 第56回大鐘賞                                   | 監督賞                                                                | キム・ボラ             | 未決定     |
| 第56回大鐘賞                                   | 脚本賞                                                                | キム・ボラ             | 未決定     |
| 第56回大鐘賞                                   | 新人監督賞                                                            | キム・ボラ             | 未決定     |
| 第56回大鐘賞                                   | 助演女優賞                                                            | キム・セビョク         | 未決定     |
| 第56回大鐘賞                                   | 新人女優賞                                                            | パク・ジフ             | 未決定     |
| 第56回大鐘賞                                   | 撮影賞                                                                | キム・グクヒョン       | 未決定     |
| 第56回大鐘賞                                   | 音楽賞                                                                | マティア・スタニーシャ | 未決定     |
| 第56回百想芸術大賞                             | 作品賞                                                                | 『はちどり』           | ノミネート |
| 第56回百想芸術大賞                             | 監督賞                                                                | キム・ボラ             | 受賞       |
| 第56回百想芸術大賞                             | 脚本賞                                                                | キム・ボラ             | ノミネート |
| 第56回百想芸術大賞                             | 助演女優賞                                                            | キム・セビョク         | 受賞       |
| 第56回百想芸術大賞                             | 新人女優賞                                                            | パク・ジフ             | ノミネート |
| 第56回百想芸術大賞                             | 新人監督賞                                                            | キム・ボラ             | ノミネート |
| CINE21映画賞                                   | 10大映画賞                                                            | 『はちどり』           | 2位        |
| CINE21映画賞                                   | 新人監督賞                                                            | キム・ボラ             | 受賞       |
| CINE21映画賞                                   | 新人女優賞                                                            | パク・ジフ             | 受賞       |
| アジア映画批評家協会賞                         | 新人監督賞                                                            | キム・ボラ             | 受賞       |
| 春史大賞映画祭                                 | 脚本賞                                                                | キム・ボラ             | 未決定     |
| 春史大賞映画祭                                 | 新人監督賞                                                            | キム・ボラ             | 未決定     |
| 春史大賞映画祭                                 | 助演女優賞                                                            | キム・セビョク         | 未決定     |
| 春史大賞映画祭                                 | 新人女優賞                                                            | パク・ジフ             | 未決定     |

- 第33回日刊スポーツ映画大賞 外国作品賞[12]
- 第94回キネマ旬報 外国映画ベスト・テン2位／読者選出外国映画ベスト・テン7位